# Я скажу Да (пісня)
«Я скажу Да»  — пісня української співачки Тіни Кароль з її четвертого студійного альбому «9 жизней». Як  сингл випущений 30 квітня 2011  року.

## Опис
Пісня "Я скажу Да" - стала  синглом альбому "9 жизней" Тіни Кароль. Автор пісні - Сергій Поздняков.
Основна ідея пісні - кожна дівчина мріє почути від коханої людини головне речення в її житті.

## Відеокліп
Режисером кліпу виступив Сергій Солодкий.
 

Сюжет кліпу дуже ніжний. як і сама пісня. Не обійшлося і без головного героя кліпу, ним став білий лебідь. 
- У кліпі знімався запрошений актор - лебідь! Він плавав прямо в роялі, на якому я грала. Думаю, зі своєю роллю він впорався! - продовжує Тіна.
Тіна Кароль з'явилася в кліпі в образі нареченої, наскрізною ідеєю відео, як і самої пісні є заповітна мрія кожної дівчини - дати найголовніший відповідь у своєму житті. 

## Список композицій
| Цифрове завантаження, стримінг | Цифрове завантаження, стримінг | Цифрове завантаження, стримінг | Цифрове завантаження, стримінг | Цифрове завантаження, стримінг |
| #                              | Назва                          | Автор слів                     | Автор музики                   | Тривалість                     |
| ------------------------------ | ------------------------------ | ------------------------------ | ------------------------------ | ------------------------------ |
| 1.                             | «Я скажу Да»                   | Сергій Поздняков               | Сергій Поздняков               | 3:41                           |

## Live виконання
2011 р.- "Я скажу "Да " -  сольний концерт в Києві
2011 р.- "Я скажу "Да " -  "Золотой громофон"  
2011 р.- "Я скажу "Да " -  "День Незалежності  України"  
2011 р.- "Я скажу "Да " - "Що?Де?Коли?" 